# Dorothea Rhodes Lummis Moore
Dorothea Rhodes Lummis Moore (nascida Rhodes; após o primeiro casamento, Lummis; após o segundo casamento, Moore; Chillicothe, 9 de novembro de 1857 – Califórnia, 4 de março de 1942) foi uma médica, escritora, editora de jornal e ativista americana. Embora fosse uma estudante bem-sucedida de música no Conservatório de Música da Nova Inglaterra, em Boston, ela entrou na escola de medicina da Universidade de Boston em 1881 e se formou com honras em 1884. Em 1880, casou-se com Charles Fletcher Lummis e, em 1885, mudou-se para Los Angeles, na Califórnia, onde iniciou a prática da medicina. Ela atuou como editora dramática do Los Angeles Times e também editora musical e crítica desse jornal.
Ela foi fundamental na formação de uma sociedade humana que foi provocada por suas observações da negligência e crueldade para com os filhos dos pobres e famílias mexicanas, visitadas em sua prática; e a criação do sistema de tribunais juvenis da Califórnia. Ela escreveu para Puck, Judge, Life, Women's Cycle, San Francisco Argonaut e Californian, além de contribuir com muitos artigos importantes para várias revistas médicas dos Estados Unidos. Depois de se divorciar de Charles Lummis em 1891, ela se casou em segundo lugar com o Dr. Ernest Carroll Moore em 1896. Ela era uma confidente de Charlotte Perkins Gilman, e uma amiga de longa data de Mary Austin.

## Primeiros anos e educação
Mary Dorothea Rhodes nasceu em Chillicothe, Ohio, em 9 de novembro de 1860. Seus pais se chamavam Josiah H. Rhodes, de ascendência alemã da Pensilvânia, e Sarah Crosby Swift, de ascendência puritana da Nova Inglaterra. Vários irmãos e uma irmã morreram na infância. Em 1868, a família mudou-se para Portsmouth, Ohio.
Dorothea ingressou no Portsmouth Female College e, aos dezesseis anos, formou-se bacharel e foi a saudadora de sua classe. Dois anos depois, ela foi para a Filadélfia, Pensilvânia, e ingressou na Sra. conservatório de música de Emma Seller. Ficou dois anos, aprendendo um pouco de música e ouvindo muito do melhor em concerto e ópera, e lendo indiscriminadamente e superficialmente tudo o que se encontrava nas prateleiras da Biblioteca Pública, que parecia interessante. Posteriormente, ela foi para Boston, em Massachusetts, e estudou música com James O'Neil do New England Conservatory of Music.

## Carreira

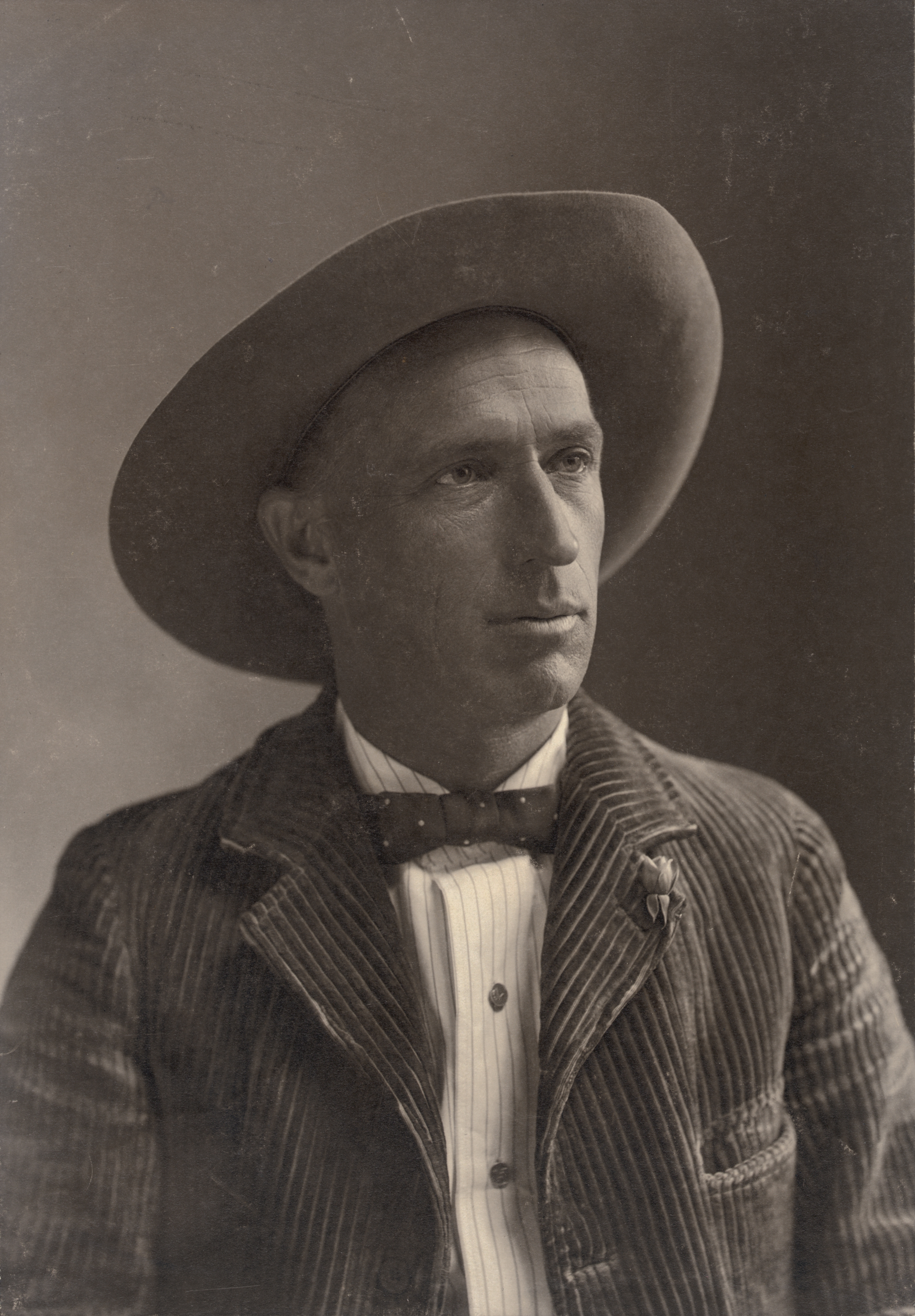
Charles Fletcher Lummis, com quem Dorothea se casou em 1880

Em 16 de abril de 1880, em Boston,  ela se casou secretamente com Charles Fletcher Lummis, então estudante da Universidade de Harvard. Em 1881, ela entrou na Faculdade de Medicina da Universidade de Boston, e graduou-se com honras em 1884, pensou que ele havia sido reprovado antes disso e foi trabalhar para seus pais na área do rio Scioto, em Ohio. Inicialmente engajado na agricultura, tornou-se jornalista no Scioto Gazette antes de aceitar um cargo no Los Angeles Times em 1884. Durante o último ano de sua vida universitária, Moore trabalhou como médica residente no Conservatório de Música da Nova Inglaterra. Em 1885, ela se juntou ao marido em Los Angeles, onde começou a praticar medicina. Ela foi muito bem sucedida em sua prática, obtendo o reconhecimento imediato de seus colegas médicos. Ela atuou como presidente e secretária da Associação Médica do Condado de Los Angeles e como secretária correspondente da Sociedade Médica do Sul da Califórnia. Em sua prática, depois de encontrar muita crueldade e negligência entre as crianças, principalmente dos mexicanos-americanos, e entre os animais, ela formou uma sociedade humana e levou os casos de negligência e crueldade aos tribunais.
Moore trabalhou como editora dramático do Los Angeles Times e, posteriormente, como editora musical e crítica desse jornal. Ela também fez alguns trabalhos literários notáveis. Ela contribuiu para Washington, Puck, Judge, Life, Woman's Cycle, The Home-Maker, San Francisco Argonaut e The Californian, de Kate Field. Ela era membro da Associação de Imprensa Feminina da Costa do Pacífico e contribuiu com muitos artigos importantes para as várias revistas médicas de pé nos Estados Unidos.

## Vida pessoal

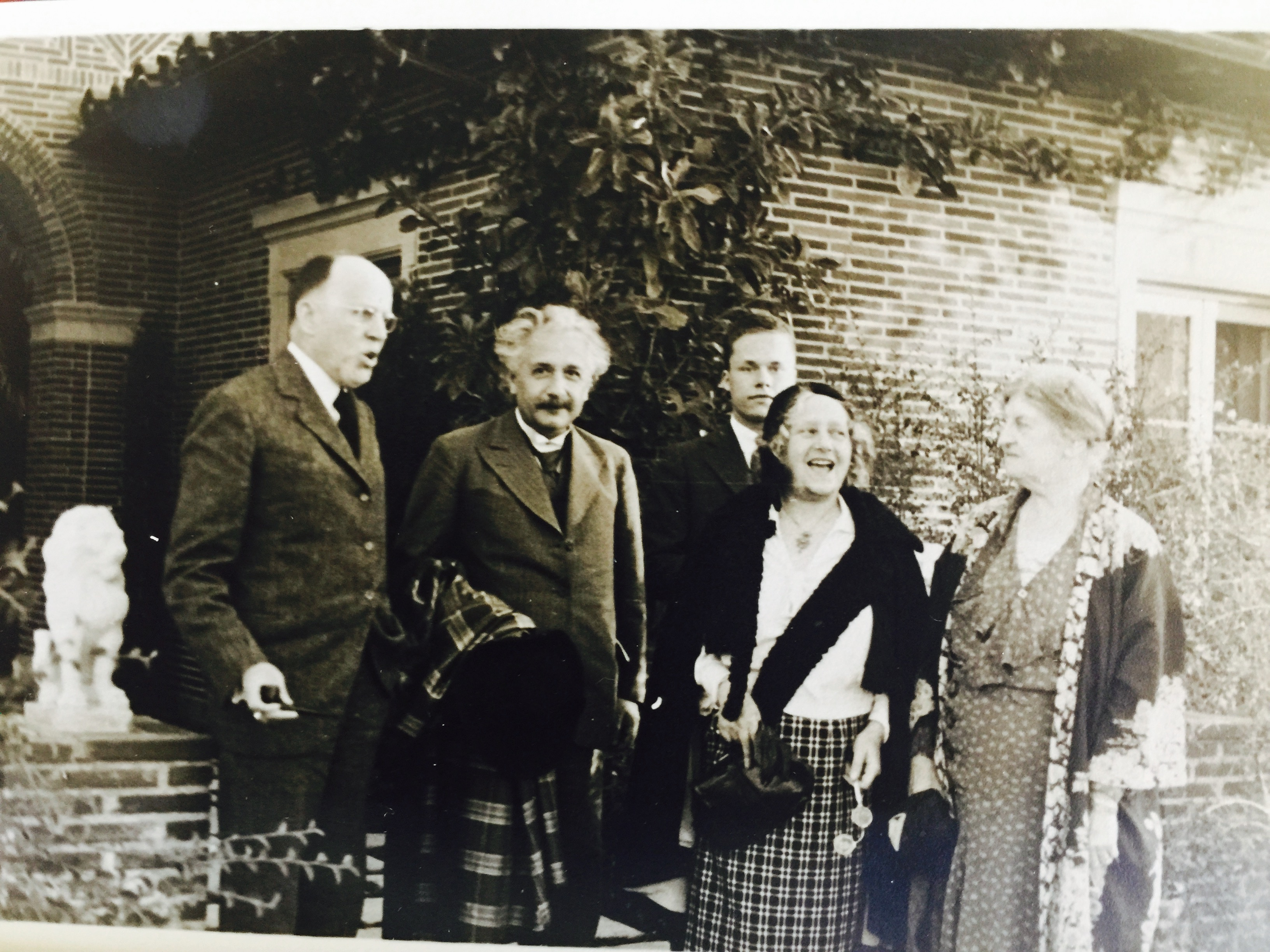
Dr. Ernest Moore, Dr. Albert Einstein, Elsa Einstein, Dra. Dorothea Moore (da esq. para dir.) e uma pessoa não identificada ao fundo, por volta de fevereiro de 1932. Residência do Chanceler da UCLA

Em 1891, ela se divorciou de Lummis. Em março daquele ano, casou-se com Eve Frances Douglas, de Connecticut, em San Bernardino, Califórnia, e sua filha, nascida em 1892, foi chamada de Dorothea, a mesma de sua primeira esposa.
Em 17 de fevereiro de 1896, ela se casou com o Dr. Ernest Carroll Moore. Ernest tinha sido um residente de Hull House durante seus dias de estudante em Chicago (1896–1898), enquanto Dorothea, dez anos mais velha, era professora lá. Durante o período de 1898–1902, ela trabalhou como chefe dos residentes de South Park Settlement em São Francisco.
Em suas viagens de férias, ela visitou muitos dos pueblos nativos americanos no Novo México, e fez uma coleção de pontas de flecha, prata e cobertores Navajo, cerâmica Aconia, cestas e outras curiosidades daquela área. Em 1911, ela se mudou de Los Angeles para New Haven, Connecticut. Em 26 de junho de 1912, Moore e a Dra. Mary F. McCrillis, médica homeopata de Evanston, Illinois, viajaram por dois meses para o exterior. Em 1913, mudou-se de New Haven para Cambridge, Massachusetts.

## Morte e legado
Moore foi esquecida por vários anos antes de sua morte. Ela morreu em 4 de março de 1942 na Califórnia, e foi enterrada no Forest Lawn Memorial Park em Glendale, Califórnia. Suas cartas são mantidas na Coleção Dorothea Rhodes Lummis Moore na Biblioteca Huntington em San Marino, Califórnia.

## Obras publicadas
- At Sunset (em inglês)
- A Neglected Mission (em inglês)